# Anna Maria Javouhey
Anna Maria Javouhey (ur. 10 listopada 1779 w Jallanges w Burgundii, zm. 15 lipca 1851 w Paryżu) – błogosławiona Kościoła katolickiego, francuska siostra zakonna, założycielka Zgromadzenia Sióstr św. Józefa z Cluny (fr. La Congrégation des Soeurs de Saint Joseph de Cluny).

## Życiorys
Anna Maria była najstarszym dzieckiem w wielodzietnej rodzinie. W 1807 roku (oficjalnie 12 maja) założyła zgromadzenie sióstr św. Józefa , którego siedzibą stała się miejscowość Cluny i rozpoczęła przygotowanie sióstr do działalności misyjnej. Po dziewięciu latach pierwsze zakonnice udały się na misje do: Senegalu, Gambii, Sierra Leone, na Antyle, Reunion, Saint-Pierre i Miquelon i Polinezji. Kierowała misjami w Afryce i w Ameryce Południowej gdzie w Gujanie Rząd francuski powierzył jej przygotowanie abolicji i wykup niewolników.

## Kult
Anna Maria została beatyfikowana 15 października 1950 przez Piusa XII.
Jej wspomnienie liturgiczne w Kościele katolickim obchodzone jest 15 lipca.